# Mouldingia orientalis
Mouldingia orientalis är en snäckart som beskrevs av Alan Solem 1984. Mouldingia orientalis ingår i släktet Mouldingia och familjen Camaenidae. IUCN kategoriserar arten globalt som starkt hotad. Inga underarter finns listade i Catalogue of Life.